# Кратово (город)
Кра́тово (макед. Кратово) — город на северо-востоке Северной Македонии. Население составляет 5401 человек (2021).
Кратово — административный центр одноимённой общины. В городе функционирует известный футбольный клуб «Силекс», неоднократно за свою историю существования выступавший на Евротурнирах (Лиге Чемпионов и Лиге УЕФА).

## География
Город находится в горном массиве Осогово на высоте 600 метров, в кратере потухшего вулкана.

## Персоналии
В Кратово родились:
- Святой Георгий Кратовский (1496/1497 — 1515) — новомученик.
- Павел Шатев (1882—1951), революционер.
- Любисав Иванов—Дзинго (1936 —), председатель Социалистической партии Македонии.
- Борис Борозанов (1897—1951) — артист и режиссёр.
- Георги Данаилов (1877—1928) — просветитель.
- Григор Манасиев (? — 1903) — просветитель и революционер.
- Ефрем Каранов (1852—1927) — фольклорист.
- Йосиф Даскалов (1868—1909) — революционер.
- Михаил Монев — революционер.
- Стефчо Максимов (? — 1898) — просветитель.
- Стоян Леков (? — 1924) — революционер.
- Цане Андреевски (р. 1930) — писатель.
- Яким Игнатиев — революционер, член ВМРО.
- Стоянче Андонов-Дито (р. 08.06.1980) — северномакедонский художник.
- Элеонора Мустафова — северномакедонская певица.
- Ванче Иван Леков — народный герой НОБ.